# Makhuduthamaga
Makhuduthamaga es un municipio local sudafricano situado en el distrito de Sekhukhune, en la provincia de Limpopo.

## Superficie
Makhuduthamaga tiene una superficie de 2110 km².

## Demografía
En 2022, tenía 340 328 habitantes, una densidad poblacional de 161,3 hab./km², y 78 497 viviendas.